# مینگ تیان
مینگ تیان (انگلیسی: Ming Tian؛ زادهٔ ۸ آوریل ۱۹۹۵) بازیکن فوتبال است.
از باشگاه‌هایی که در آن بازی کرده‌است می‌توان به باشگاه فوتبال ووهان اشاره کرد.
وی همچنین در تیم‌های ملی فوتبال زیر ۲۰ سال چین، زیر ۲۰ سال چین و چین بازی کرده‌است.